# Juan Domingo Olivieri

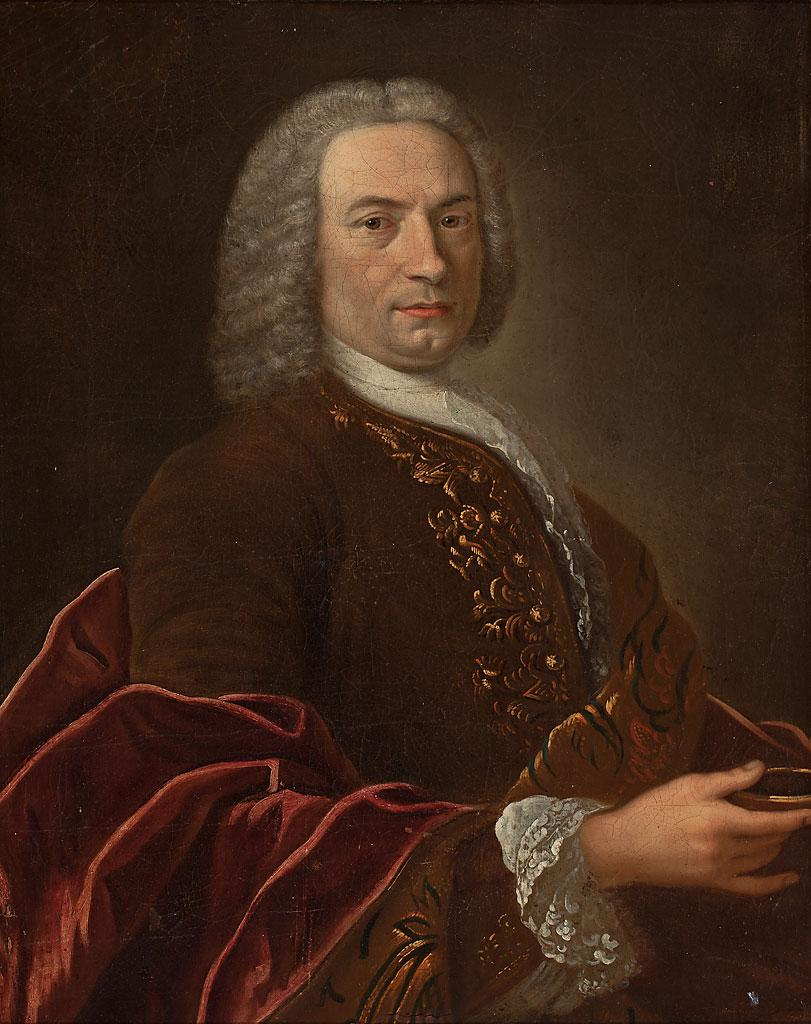
Retrato de Juan Domingo Olivieri (c. 1755) por Antonio González Ruiz. Colección Joan J. Gavara, Valencia

Gian o Giovanni Domenico Olivieri, llamado en España Juan Domingo Olivieri (Carrara, 1708-Madrid, 15 de marzo de 1762), fue un escultor barroco italiano afincado en Madrid donde promovió la creación de la Real Academia de Bellas Artes de San Fernando.

## Biografía
Los datos fundamentales para su biografía los proporciona Juan Agustín Ceán Bermúdez, quien afirma que nació en Carrara, pueblo de la República de Génova, donde se formó «al lado de los muchos maestros que hay en él con motivo de los mármoles que se sacan de sus canteras». Pasó a Turín al servicio del rey de Cerdeña, Carlos Manuel III, y de allí lo llamó a Madrid el marqués de Villarías, Secretario de Estado de Felipe V, obteniendo el nombramiento de primer escultor del rey.
Establecido definitivamente en Madrid, y habiendo obtenido la ciudadanía española, en 1741 creó una Academia de escultura en las habitaciones donde tenía fijada su residencia en el Palacio Nuevo. La iniciativa iba a servir como precedente inmediato para la formación de la Junta Preparatoria constituida en 1744 para la fundación de la Real Academia de Bellas Artes, de la que sería su primer director general tras su creación oficial, en abril de 1752, ahora bajo el patrocinio de Fernando VI.

## Obra

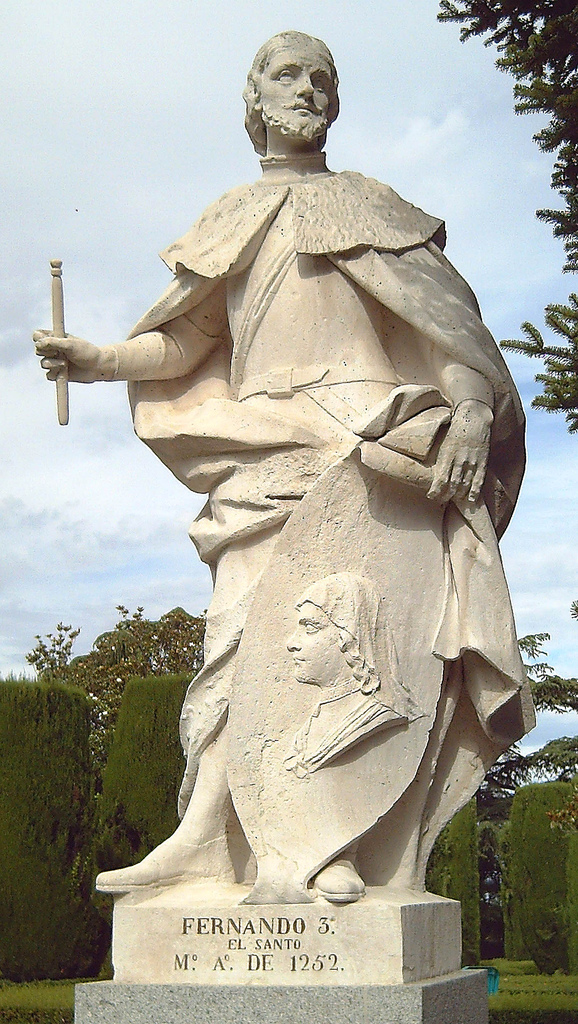
Fernando III el Santo, escultura en piedra de Colmenar, de la serie de reyes para el Palacio Real de Madrid. Actualmente en los Jardines de Sabatini.

Olivieri tuvo una intervención destacada en la decoración escultórica del Palacio Nuevo. Ya en 1742 se le solicitó opinión acerca de esta decoración, aunque finalmente sería el proyecto ornamental concebido por fray Martín Sarmiento el que se llevaría a cabo, confiando su ejecución a Olivieri y Felipe de Castro. El programa de Sarmiento, que concebía el Palacio como efigie de la «España Armada» y nuevo Templo de Salomón, fue siendo adaptado sobre la marcha, dada la complejidad y el elevado número de esculturas que requería.
Una serie de noventa y cuatro reyes de España, empezando por Ataúlfo, se destinó a coronar la balaustrada. En 1749 se adjudicó la obra a Olivieri y Castro, quienes se sirvieron de un elevado número de escultores en su ejecución, entre ellos Luis Salvador Carmona, Felipe del Corral, Juan de Villanueva Barbales, Alejandro Carnicero, Roberto Michel, Juan Porcel y Juan Pascual de Mena. Para abaratar costes se empleó piedra caliza de Colmenar en lugar de mármol y las estatuas se hicieron en dos piezas. En la fachada principal y sobre el balcón se situaron las estatuas de Felipe V y su esposa, María Luisa de Saboya, que empezaron la construcción del palacio, y Fernando VI con Bárbara de Braganza, que lo terminaron, cuya ejecución se reservaron Olivieri y Castro. En 1760 Carlos III, dado el cambio en los gustos, ordenó desmontar las estatuas, que quedaron almacenadas hasta que a partir de 1787 comenzaron a distribuirse por distintos jardines y parques españoles. El nutrido conjunto, concebido para ser visto de lejos y alguna vez criticado, presenta un aire barroco «berninesco» con la variedad de posturas y vestimentas.
Un segundo conjunto era el situado en el nivel del piso principal, en el que ya Filippo Juvara había incluido catorce pedestales. Conforme al proyecto de Sarmiento, se incluyeron en él reyes representativos de los reinos de la nación española, incluidos Portugal y América, representada por Moctezuma y Atahualpa, a los que se agregaban los patrones de España y Castilla, Santiago y San Millán. La serie fue adjudicada también a Olivieri y Castro el mismo año 1749 y desmontada con el resto en 1760, aunque algunas de las estatuas han vuelto luego a su lugar original. Para el frente de la triple portada del mediodía se proyectaron cuatro estatuas colosales de emperadores romanos, de cuya ejecución se encargaron personalmente Olivieri y Castro: Arcadio, Trajano, Teodosio y Honorio, considerados los tres últimos hispanos, siendo de Olivieri, según Ceán, las dos últimas.
Sobre el balcón principal se proyectó un relieve de la «España Armígera», con las figuras de España como matrona armada y Plutón con el cuerno de la abundancia, ejecutado en mármol por Olivieri, quien también proporcionó el modelo para el relieve del ático de la fachada principal.

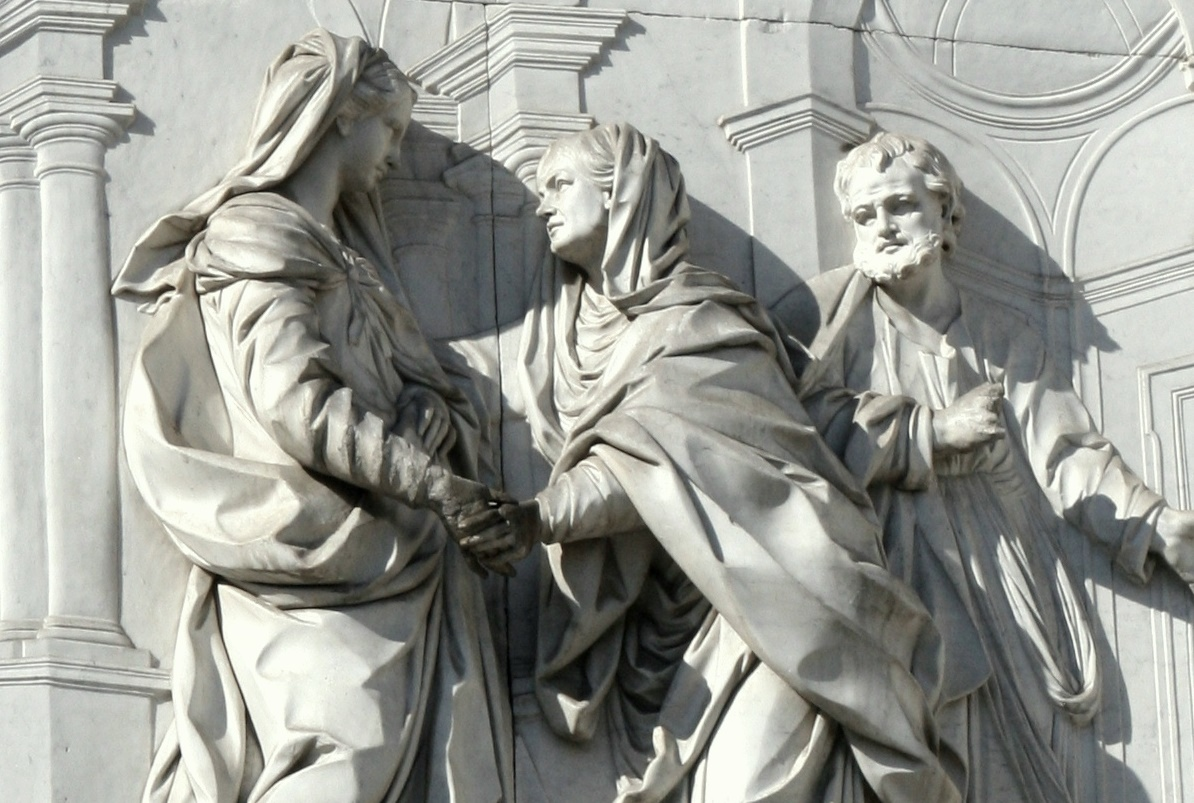
La Visitación, detalle, fachada de la parroquia de Santa Bárbara, Madrid.

En 1750 se encargó de la fuente del Rey para la villa de Aranjuez proyectada por Santiago Bonavía. Hecha en mármol de Carrara, tenía en su centro una estatua de Fernando VI con tres leones, que fue sustituida por otra de Venus por orden de Carlos III y trasladada la del rey a la actual plaza de la Villa de París en Madrid. En las Salesas Reales, fundación de Bárbara de Braganza, ejecutó en relieve el medallón de la Visitación para la portada, «acaso la más exquisita obra de Olivieri». Suyos son también, y en el mismo lugar, sendos tableros con ángeles niños portando las tablas de Moisés y la Cruz, y los relieves y esculturas de su retablo mayor.
La Real Academia de Bellas Artes de San Fernando conserva entre sus fondos algunos retratos que acreditan su capacidad en este campo, entre ellos la medalla de José de Carvajal, protector de la institución, alabada ya por Ceán, y sendos bustos ovalados en relieve de perfil de los reyes Fernando VI y Bárbara de Braganza. Además custodia en calidad de depósito dos efigies ovales de la Virgen y el arcángel san Gabriel a modo de anunciación procedentes del Museo del Prado.